# David Otunga
David Daniel Otunga Sr. (ur. 7 kwietnia 1980 w Elgin) – amerykański emerytowany wrestler, prawnik, aktor, a także komentator wrestlingu i prezenter telewizyjny. Zajął drugie miejsce podczas I. sezonu WWE NXT. Członek stajni The Nexus i The New Nexus. Dwukrotny WWE Tag Team Champion z Johnem Ceną i Michaelem McGillicuttym.

## Kariera we wrestlingu
W listopadzie 2008 r. podpisał kontrakt z WWE, trafiając tym samym do federacji rozwojowej Florida Championship Wrestling (FCW). Zadebiutował 29 maja 2009 r. jako Dawson Alexander w six-man tag team matchu w drużynie z Barrym Allenem i Jonem Cutlerem na Abrahama Saddama Washingtona, Derricka Batemana i Camacho.
W lutym 2010 r. ogłoszono, że Otunga będzie jednym z uczestników nowego show WWE o nazwie NxT. Jego mentorem w NxT został R-Truth. W NxT zadebiutował 23 lutego w walce z Darrenem Youngiem. Pod koniec marca 2010 r. zwyciężył w 8-osobowym battle royal matchu z pozostałymi uczestnikami I. sezonu WWE NxT i tym samym otrzymał prawo do jednorazowego, gościnnego występu na tygodniowej gali WWE Raw. Na początku kwietnia 2010 r. wziął udział w walce tag teamowej u boku Johna Ceny przeciwko ShoMiz (The Big Show i The Miz) o tytuły mistrzowskie Unified WWE Tag Team Championship, jednakże w trakcie walki opuścił swojego tag team partnera pozwalając na zwycięstwo ShoMiz. W finale I. sezonu WWE NxT, który odbył się 1 czerwca 2010 r. zajął drugie miejsce, przegrywając z Wade’em Barrettem.
W kolejnym tygodniu Otunga stanowił nieformalną jeszcze drużynę (złożoną z pozostałych zawodników I. sezonu NxT), która atakowała oraz interweniowała podczas walk pozostałych wrestlerów. Na początku czerwca 2010 r. grupa ta zadebiutowała oficjalnie jako The Nexus. Członkowie tej stajni nosili na przedramieniu czarne opaski z żółtym kwadratem z wpisaną czarną literą „N”, a także niekiedy występowali w koszulkach z takim samym nadrukiem.
Po swój pierwszy tytuł mistrzowski w federacji WWE sięgnął 24 października 2010 r. na gali WWE Bragging Rights, gdzie uczestniczył w zwycięskim starciu o pasy WWE Tag Team Championship u boku Johna Ceny przeciwko drużynie Cody Rhodes i Drew McIntyre, jednakże Cena i Otunga stracili to mistrzostwo już następnego dnia na gali WWE Raw na rzecz Justina Gabriela i Heatha Slatera. Po ten sam tytuł sięgnął ponownie 23 maja 2011 r. wraz z Michaelem McGillicutty’m wygrywając z Kane’em i Big Showem. Otunga i McGillicutty utrzymali to mistrzostwo do 22 sierpnia 2011 r., kiedy nie zdołali obronić pasów w starciu z tag teamem AirBoom (Kofi Kingston i Evan Bourne) na tygodniowej gali WWE Raw.
Od jesieni 2011 r. zaczął występować nieregularnie w ringu, pojawiając się częściej jako doradca Johna Laurinaitisa i nosząc przy sobie kubek kawy Starbucks. Podczas WrestleManii XXVIII został kapitanem drużyny Team Johnny w 12-osobowym tag team matchu, który odniósł zwycięstwo nad Teamem Teddy, pod wodzą Bookera T. Później był również menedżerem Alberta Del Rio oraz do 2015 roku uczestniczył w pomniejszych storyline’ach. Ostatnią walkę stoczył w lipcu 2015 r. przeciwko R-Truthowi, w tym samym czasie zaczął również komentować walki wrestlingu. Od 2017 był panelistą gal i wydarzeń produkowanych przez WWE - występował też okazjonalnie jako komentator do sierpnia 2019. W 2020 powrócił do kariery aktorskiej.  

### Osiągnięcia i tytuły
- Pro Wrestling Illustrated
  - Feud roku (Feud of the Year) (2010) The Nexus vs WWE
  - Najbardziej znienawidzony wrestler roku (Most Hated Wrestler of the Year) (2010) jako część The Nexus
  - Żółtodziób roku (Rookie of the Year) (2010)
  - Sklasyfikowany na 84. miejscu z 500 wrestlerów w rankingu PWI 500 w 2012 roku
- WWE
  - WWE Tag Team Championship (2 razy) – z Johnem Ceną (1 raz) i Michaelem McGillicuttym (1 raz)
  - Slammy Award (2 razy)
    - Szokujące wydarzenie roku (Shocker of the Year) (2010) Debiut stajni The Nexus
    - Nagroda muszki Pee-wee Hermana (Pee-wee Herman Bowtie Award) (2011)
- Wrestling Observer Newsletter
  - Najgorszy prezenter telewizyjny (Worst Television Announcer) (2016)

## Kariera aktorska
Pod koniec 2007 r. wziął udział w reality show Kocham Nowy Jork 2, gdzie przybrał pseudonim Punk. Odpadł w 10. odcinku tej serii. Wystąpił również w thrillerze Połączenie u boku Halle Berry i Morrisa Chestnuta. W 2014 r. pojawił się cameo w serialu Szpital miejski a w 2017 r. wystąpił w serialu kryminalnym pt. Zabójcze umysły. W 2022 pojawił się epizodycznie w serialu od Marvel Cinematic Universe Mecenas She-Hulk, a od 2024 występuje w serialu detektywistycznym Wrath & Rituals.

## Życie osobiste
Posiada dyplom Bachelor's degree z psychologii na University of Illinois at Urbana-Champaign w Illinois. Później został kierownikiem laboratorium w Centrum Neurobiologii Poznawczej (Cognitive Neuroscience Center) na Uniwersytecie Columbia. W 2006 r. ukończył Harvard Law School zdając egzamin prawniczy. W latach 2005–2007 pracował w jednej z największych firm prawniczych w Stanach Zjednoczonych – Sidley Austin.
Siedem miesięcy po spotkaniu z piosenkarką Jennifer Hudson, oświadczył się jej w 27. rocznicę jej urodzin. 10 sierpnia 2009 parze urodził się syn – David Daniel Otunga Jr. Od listopada 2017 r. Otunga i Hudson pozostają w separacji.